# Meena Keshwar Kamal
Pour les articles homonymes, voir Kamal.
Meena Keshwar Kamal (en pachto et persan : مینا کشور کمال) est une poétesse et féministe afghane, née le 27 février 1956 à Kaboul et morte assassinée le 4 février 1987 à Quetta, au Pakistan. Elle fonde l'Association révolutionnaire des femmes en Afghanistan (en anglais : Revolutionary Association of the Women of Afghanistan, ou RAWA) à Kaboul en 1977. RAWA est une organisation de femmes afghanes luttant pour les droits humains et la justice sociale en Afghanistan et pour la liberté de parole des femmes afghanes qui sont réduites au silence dans leur pays. Elle était l'épouse de Faiz Ahmad, leader maoïste afghan et chef de l'ALO.

## Biographie

### Création de RAWA
En 1977, âgée de vingt ans, Meena Keshwar Kamal quitte l'université pour se consacrer à l'organisation et l'éducation des femmes. Pour cela, l'activiste fonde et dirige l'Association révolutionnaire des femmes en Afghanistan (en anglais : Revolutionary Association of the Women of Afghanistan, RAWA). En 1979, elle lance une campagne contre le gouvernement d'Afghanistan soutenu par les soviétiques.

### Payam-e-Zan et écoles Watan
En 1981, Meena Keshwar Kamal lance un magazine bilingue, Payam-e-Zan (Message de femmes), qui met en avant la cause des femmes afghanes et dénonce sans relâche la nature criminelle des groupes fondamentalistes. Le journal est publié dans les deux langues officielles de l'Afghanistan, en pachto et en dari. Parce qu'il se dit « révolutionnaire », le journal est soupçonné de tendances gauchistes et ne reçoit aucun financement d'organisation internationale non gouvernementale. Fin 1981, sur invitation du gouvernement français, Meena Keshwar Kamal représente le mouvement résistant afghan au congrès du Parti socialiste. La délégation soviétique menée par Boris Ponomarev (en) quitte la salle lorsque les participants acclament Meena qui fait un signe de victoire,.
La poétesse a également créé des écoles Watan pour les enfants réfugiés, un hôpital et des centres de confection artisanale pour les femmes réfugiées au Pakistan.

### Assassinat
En raison de ses actions et activités militantes contre le gouvernement et les fondamentalistes religieux, Meena Keshwar Kamal reçoit des menaces de mort. La jeune femme est assassinée le 4 février 1987 dans sa maison de Quetta au Pakistan,. Les commanditaires présumés de l'assassinat sont des agents afghans du KHAD ou des fondamentalistes du groupe Hezb-e-Islami Gulbuddin dirigé par le terroriste Gulbuddin Hekmatyar,. En mai 1995, Amnesty International déclare qu'elle a été tuée avec deux membres de sa famille, BBC News déclare qu'il s'agit de deux collègues. En 2002, deux Afghans, initialement arrêtés pour avoir introduit au Pakistan un camion rempli d'explosifs, confessent être responsables de l'assassinat et membres du KHAD. Ils sont condamnés à la peine de mort par pendaison. Après plusieurs appels rejetés, les détenus sont finalement pendus. 
Après la mort de leur chef, les membres de RAWA décident de poursuivre dans la clandestinité le combat.

## Vie personnelle
En 1976, à l'âge de 19 ans, Meena Keshwar Kamal épouse Faiz Ahmad, le chef de l'ALO (Afghanistan Liberation Organization), organisation maoïste afghane. Ce dernier est assassiné, un an avant sa femme, par des membres de Hezb-e-Islami Gulbuddin. Ensemble, ils ont eu trois enfants.